# Эффект Гершеля
Эффект Гершеля — фотографический эффект, заключающийся в разрушении скрытого изображения в экспонированном светочувствительном материале под действием неактиничного излучения с длиной волны, превосходящей длину волны освещения при первой экспозиции. Наиболее интенсивно проявляется при засветке красным или инфракрасным излучением.
Обнаружен в 1840 году английским астрономом Джоном Гершелем.
Был применён в 1924 году советским физикохимиком Терениным А. Н. для получения линейчатых ИК спектров на материалах, нечувствительных к ИК лучам.

## Суть явления
1. Фотоматериал экспонируется равномерно актиничным светом.
2. На фотоматериал проецируется изображение в неактиничных лучах.

После проявления выясняется, что плотность материала понижается в местах, где при втором экспонировании была больше экспозиция. Тем самым на фотоматериале возникает обращённое, позитивное изображение.
Причиной возникновения эффекта является поглощение квантов неактиничного излучения поверхностными центрами скрытого изображения, приводящее к отрыванию от них электронов. Тем самым число задействованных в последующем процессе проявления центров уменьшается.
Эффект Гершеля тем меньше, чем больше время между первым и вторым экспонированием, так как часть центров скрытого изображения успевает стабилизироваться.
Эффект Гершеля также лежит в основе получения изображения на рефлексной фотобумаге.